# La Ermita, Honduras
La Ermita är en ort i Honduras.   Den ligger i departementet Departamento de Francisco Morazán, i den centrala delen av landet, 50 km norr om huvudstaden Tegucigalpa. La Ermita ligger 770 meter över havet och antalet invånare är 2 495.
Terrängen runt La Ermita är kuperad åt nordost, men åt sydväst är den platt. Runt La Ermita är det ganska tätbefolkat, med 111 invånare per kvadratkilometer. Närmaste större samhälle är Talanga, 7,6 km söder om La Ermita. Omgivningarna runt La Ermita är en mosaik av jordbruksmark och naturlig växtlighet.